# Chaetophora godavariensis
Chaetophora godavariensis là một loài bọ cánh cứng trong họ Byrrhidae. Loài này được Putz miêu tả khoa học năm 1999.